# Dictyna kosiorowiczi
Dictyna kosiorowiczi là một loài nhện trong họ Dictynidae.
Loài này thuộc chi Dictyna. Dictyna kosiorowiczi được Eugène Simon miêu tả năm 1873.